# Vestfjorden (Spitsbergen)
Vestfjorden is een fjord van het eiland Spitsbergen, dat deel uitmaakt van de Noorse eilandengroep Spitsbergen.
De naam van het fjord betekent westelijke fjord.

## Geografie
Het fjord is zuidwest-noordoost georiënteerd en heeft een lengte van ongeveer dertien kilometer. Het fjord is de westelijke tak van het Wijdefjord dat in noordelijke richting vervolgt.
Vestfjorden ligt in zijn geheel in het Nationaal park Indre Wijdefjorden.